# Pawel Iwanowitsch Beljajew
Pawel Iwanowitsch Beljajew (russisch Павел Иванович Беляев; * 26. Juni 1925 in Tschelistschewo, Gouvernement Nördliche Dwina, Russische SFSR; † 10. Januar 1970 in Moskau) war ein sowjetischer Kosmonaut und Oberst.

## Werdegang

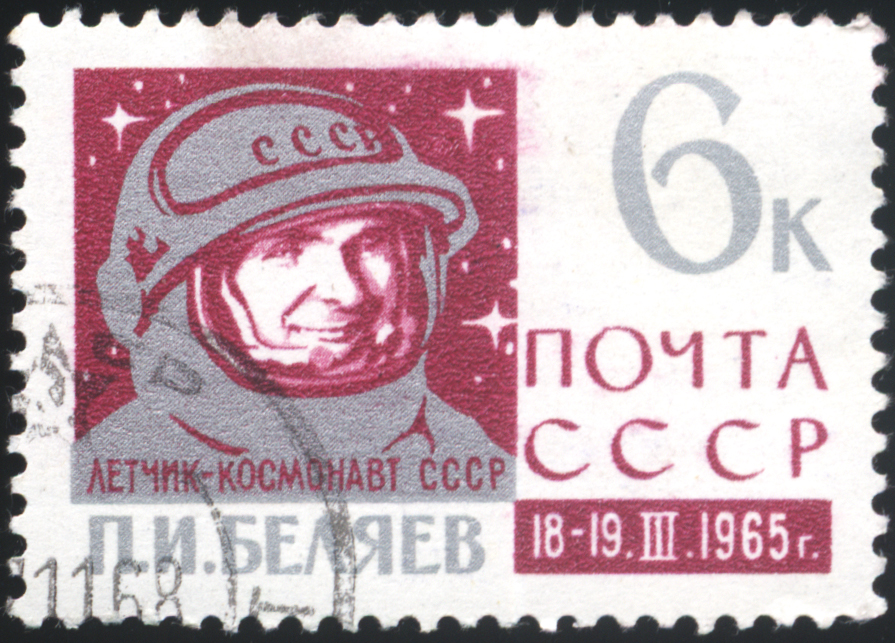
Sowjetische Briefmarke (1965)

Der aus einem Dorf in der heutigen Oblast Wologda stammende Beljajew erlernte nach dem Schulabschluss den Beruf eines Drehers. 1943 trat er in die Rote Armee ein und wurde zum Jagdflieger ausgebildet. Zum Ende des Zweiten Weltkriegs wurde er 1945 im Sowjetisch-Japanischen Krieg eingesetzt. Beljajew war vor seiner Berufung in den Raumfahrerkader Kommandeur eines Jagdfliegergeschwaders. Von 1956 bis 1959 studierte er an der Akademie der Luftstreitkräfte der Sowjetunion.
1960 wurde er in die erste Kosmonautengruppe der UdSSR berufen. Als Major war er der ranghöchste der zwanzig Kandidaten und mit ca. 700 Flugstunden auch der erfahrenste Pilot. Am 19. August 1961 brach er sich bei einem Fallschirmsprung ein Bein und erlangte nach einem Jahr am 30. August 1962 seine Flugtauglichkeit als Kosmonaut wieder. Am 15. August 1964 begann er gemeinsam mit Alexei Leonow seine Vorbereitungen auf die Mission Woschod 2.
Als Kommandant von Woschod 2 absolvierte Beljajew vom 18. März bis 19. März 1965 einen Raumflug über 26 Stunden. Bereits zu Beginn der zweiten Umkreisung unternahm sein Kamerad Leonow als erster Mensch einen Weltraumspaziergang. Im weiteren Flugverlauf kam es zu ernsten Störungen. Die Kapsel war nicht vollständig dicht, der Druck wurde durch nachgelieferten Sauerstoff aufrechterhalten, so dass die Sauerstoffkonzentration gefährlich anstieg. Die automatische Landeprozedur versagte. Letztlich gelangen eine manuelle Orientierung und Einleitung des Bremsvorganges. Insgesamt überflog Woschod 2 den geplanten Zielpunkt um 386 km und landete ca. 100 km nördlich von Perm inmitten dichten Waldes im Vorland des Urals. Erst zwei Tage nach der Landung gelang die sich schwierig gestaltende Bergung der beiden Kosmonauten.
In seinen letzten Lebensjahren litt Beljajew an einem Zwölffingerdarmgeschwür, was er jedoch verheimlichte, um seinen Flugstatus nicht zu verlieren. Er starb an einer Bauchfellentzündung infolge einer nach akuten Beschwerden Ende Dezember 1969 notwendig gewordenen Operation.

## Ehrungen
Der Krater Belyaev auf dem Mond sowie der Asteroid (2030) Belyaev wurden nach ihm benannt. Sein Name ist außerdem auf der Metallplatte des Fallen Astronaut, des einzigen Kunstwerks auf dem Mond, aufgeführt.